# Ugli

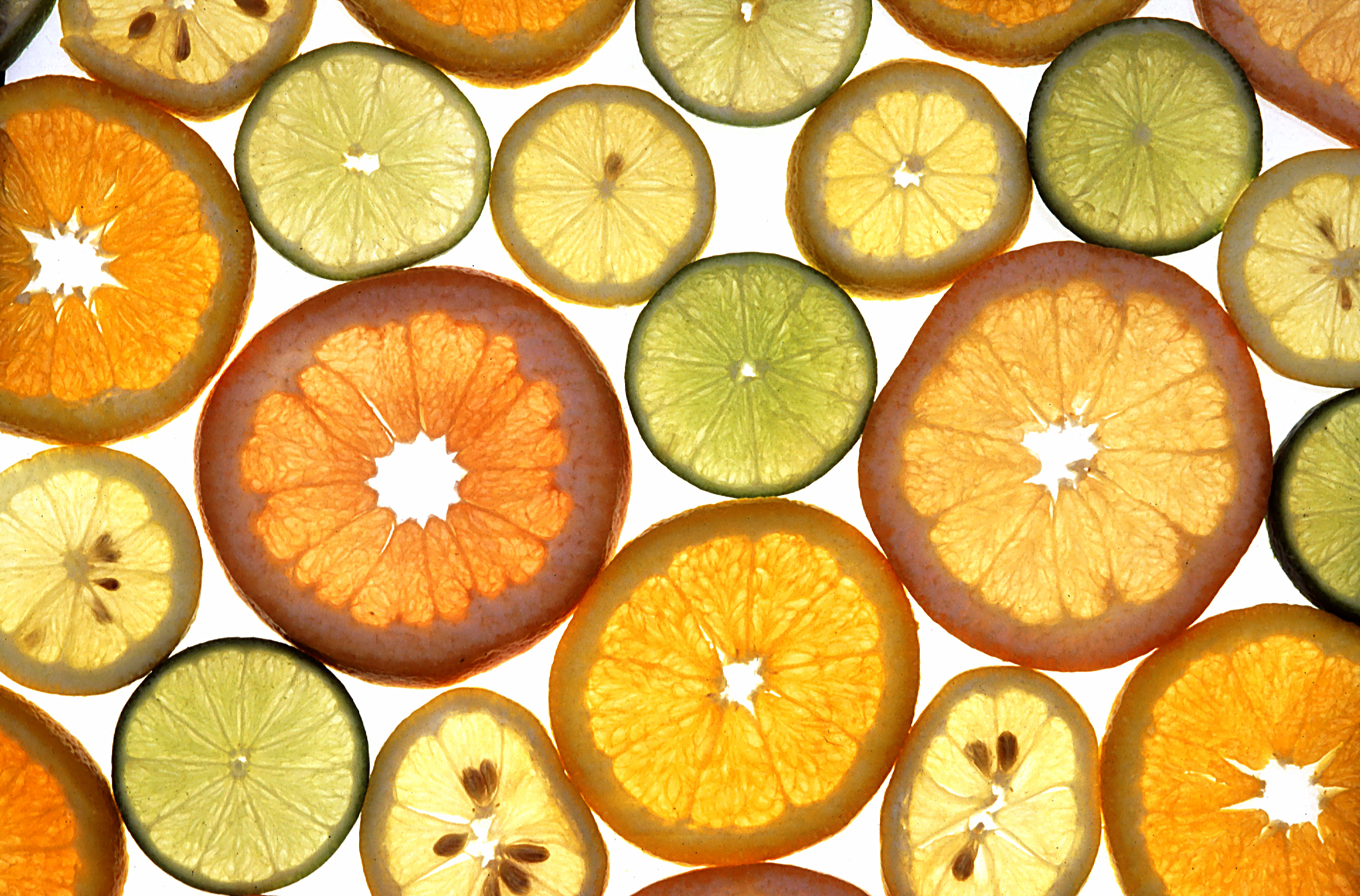
Frutas cítricas.

Ugli é uma fruta híbrida do grupo dos cítricos. Acredita-se que é um híbrido entre a toranja e a tangerina, ainda que outras fontes apontam que é um híbrido entre a tangerina e o pomelo. No primeiro caso, o seu nome científico seria Citrus reticulata x Citrus paradisi. A fruta é originária da Jamaica, e a cidade onde primeiro se produziu é Brown's Town em 1924.

## Aparência
O ugli é muito semelhante um pomelo, mas ligeiramente maior, e com uma forma menos definida: enquanto que a laranja ou o pomelo são esféricos ou geoides, a grossa casca do ugli faz com que a sua forma seja mais "imperfeita". A sua casca é muito grossa, rugosa, e com uma cor verde ou amarela. Como o restante dos cítricos, o interior está recoberto por uma película branca, que guarda no interior uma série de uma dúzia de seções independentes porém ligadas, de cor laranja. O seu sabor é bem mais doce, como o da tangerina.

## Produção e distribuição
O ugli é uma fruta sazonal, que produz de Dezembro até Abril, e que se distribui tanto na América do Norte como na Europa. UGLI® é uma marca registrada por Cabel Hall Citrus Ltd., que se usa em boa parte do mundo como nome da fruta.